# Schildechsen
Schildechsen (Gerrhosauridae) sind eine Echsenfamilie aus der Gruppe der Skinkartigen (Scincoidea).

## Merkmale
Sie sehen wie gepanzerte Skinke aus. Ihr Körper ist meist mehr oder weniger abgeflacht, der Kopf kaum vom Hals abgesetzt. Der Rücken ist mit in Längs- und Querreihen angeordneten dicken, rechteckigen, festen aber nie dornigen Schuppen bedeckt. Die Bauchseite ist weichhäutig. Zwischen Rücken und Bauch befindet sich eine feinkörnig beschuppte Längsfalte, die eine starke Dehnung des Körpers ermöglicht. Schildechsen werden 15 bis 70 Zentimeter lang. Der Schwanz ist meist relativ lang.

## Verbreitung und Lebensraum
Schildechsen leben in Afrika, südlich der Sahara, und auf Madagaskar. Die meisten der etwa 35 Arten leben auf Felsen, in trockenen, sandigen Habitaten oder im offenen Grasland. Die madagassischen Gattungen Tracheloptychus und Zonosaurus leben auch in Wäldern und oft an Wasserläufen.

## Systematik

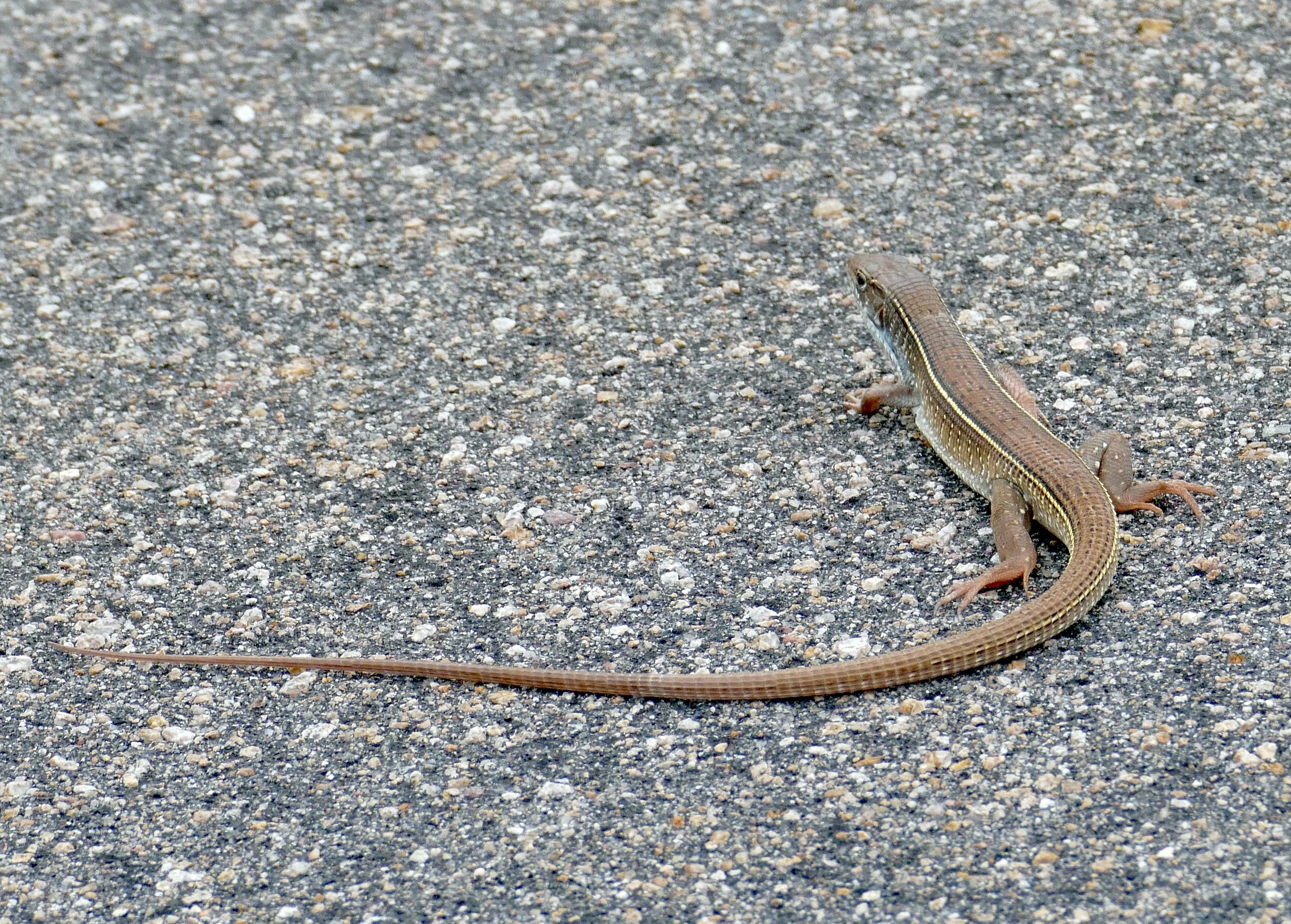
Rotflanken-Schildechse (Gerrhosaurus nigrolineatus)

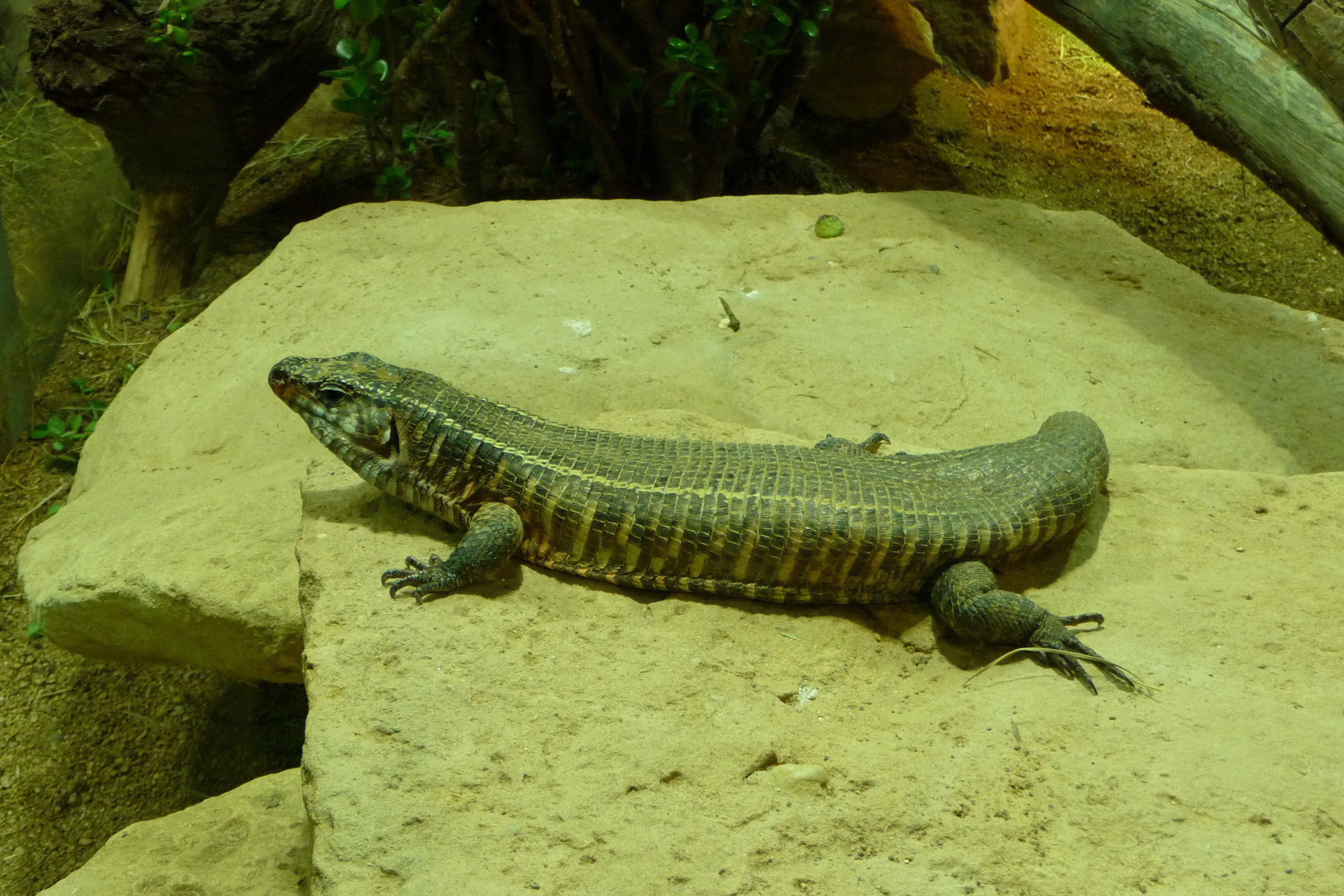
Felsen-Schildechse (Matobosaurus validus)

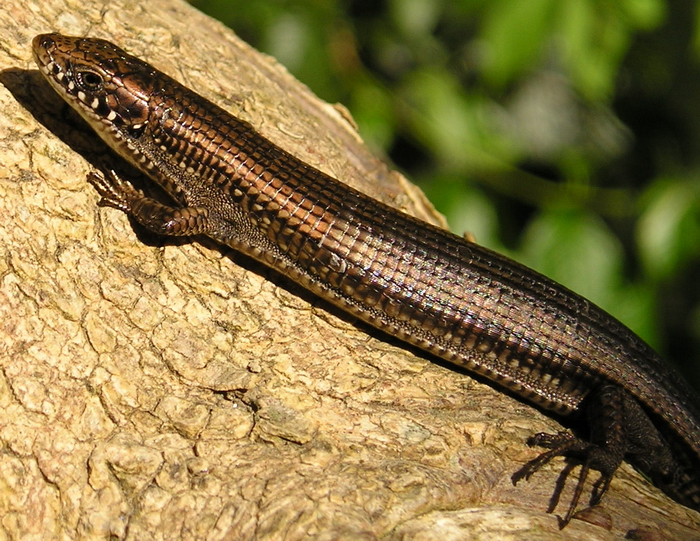
Tetradactylus seps

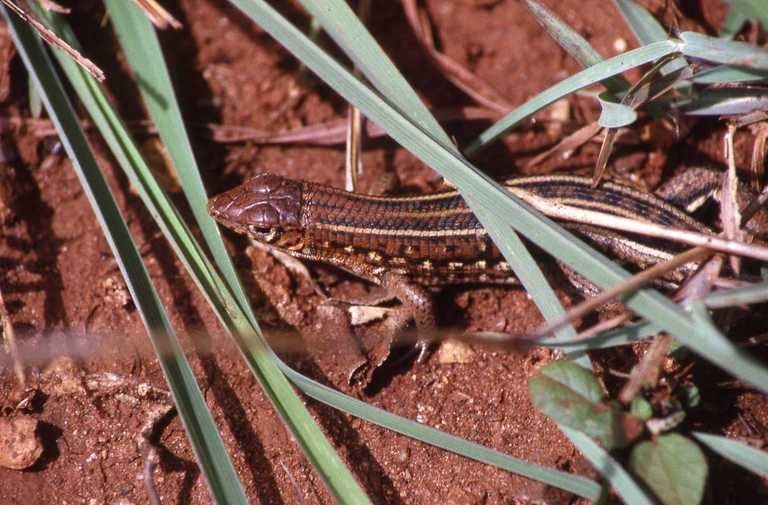
Tracheloptychus madagascariensis

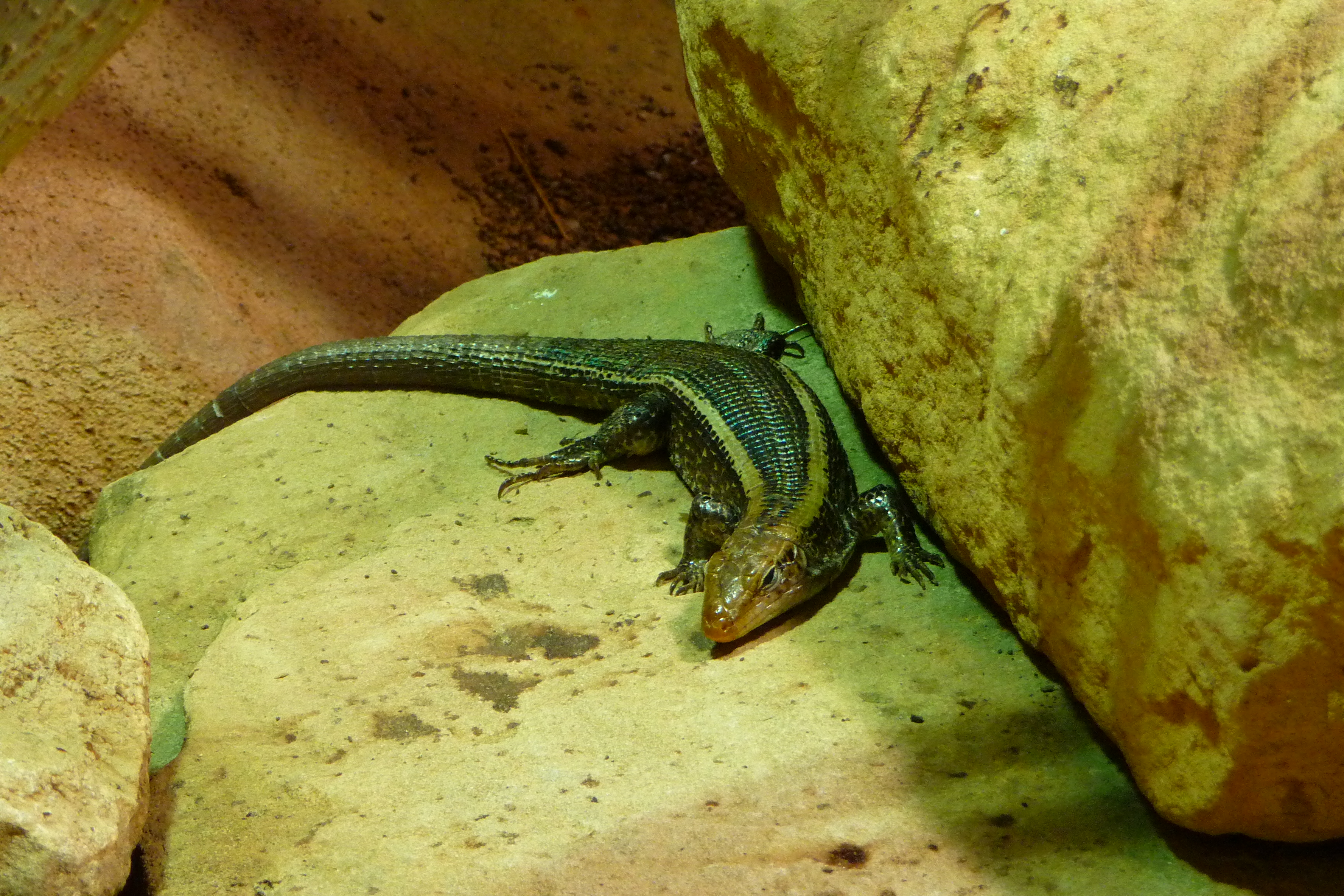
Breitschwanz-Ringelschildechse (Zonosaurus laticaudatus)

Schildechsen sind nahe Verwandte der Gürtelechsen (Cordylidae) und werden in älteren Systematiken manchmal als Unterfamilie Gerrhosaurinae mit ihnen vereint. 
- Unterfamilie Gerrhosaurinae
  - Broadleysaurus Bates & Tolley, 2013
    - Sudan-Schildechse (Broadleysaurus major (Duméril, 1851))

  - Cordylosaurus Gray, 1866
    - Cordylosaurus subtessellatus (Smith, 1844)

  - Gerrhosaurus Wiegmann, 1828
    - Gerrhosaurus bulsi Laurent, 1954
    - Gerrhosaurus flavigularis Wiegmann, 1828
    - Gerrhosaurus intermedius Lönnberg, 1907
    - Gerrhosaurus multilineatus Bocage, 1866
    - Gerrhosaurus nigrolineatus Hallowell, 1857
    - Gerrhosaurus skoogi Andersson, 1916
    - Gerrhosaurus typicus (Smith, 1837)

  - Matobosaurus Bates & Tolley, 2013
    - Matobosaurus maltzahni (De Grys, 1938)
    - Felsen-Schildechse (Matobosaurus validus (Smith, 1849))

  - Geißel-Schildechsen (Tetradactylus)
    - Tetradactylus africanus Gray, 1838
    - Tetradactylus breyeri Roux, 1907
    - Eastwood-Geißelschildechse (Tetradactylus eastwoodae Hewitt & Methuen, 1913)
    - Tetradactylus ellenbergeri (Angel, 1922)
    - Tetradactylus seps (Linnaeus, 1758)
    - Tetradactylus tetradactylus (Daudin, 1802)
    - Tetradactylus udzungwensis Salvidio, Menegon, Sindaco & Moyer, 2004
- Unterfamilie Zonosaurinae
  - Kiel-Schildechsen (Tracheloptychus)
    - Tracheloptychus madagascariensis Peters, 1854
    - Tracheloptychus petersi Grandidier, 1869

  - Ringel-Schildechsen (Zonosaurus)
    - Zonosaurus aeneus (Grandidier, 1872)
    - Zonosaurus anelanelany Raselimanana, Raxworthy & Nussbaum, 2000
    - Zonosaurus bemaraha Raselimanana, Raxworthy & Nussbaum, 2000
    - Zonosaurus boettgeri Steindachner, 1891
    - Zonosaurus brygooi Lang & Böhme, 1990
    - Zonosaurus haraldmeieri Brygoo & Böhme, 1985
    - Zonosaurus karsteni (Grandidier, 1869)
    - Zonosaurus laticaudatus (Grandidier, 1869)
    - Madagaskar-Ringel-Schildechse (Zonosaurus madagascariensis Gray, 1845)
    - Zonosaurus maramaintso Raselimanana, Nussbaum & Raxworthy, 2006
    - Zonosaurus maximus Boulenger, 1896
    - Zonosaurus ornatus (Gray, 1831)
    - Zonosaurus quadrilineatus (Grandidier, 1867)
    - Zonosaurus rufipes (Boettger, 1881)
    - Zonosaurus subunicolor (Boettger, 1881)
    - Zonosaurus trilineatus Angel, 1939
    - Zonosaurus tsingy Raselimanana, Raxworthy & Nussbaum, 2000